# Generaciones de computadoras
Las computadoras han ido evolucionando desde su creación, pasando por diversas generaciones, desde 1940 hasta la actualidad, la historia de las computadoras ha pasado por muchas generaciones y la sexta, la más reciente, viene integrada con microprocesadores como  los Intel Core o AMD Ryzen.

## Historia
El Electronic Numerical Integrator and Computer, más conocido como ENIAC, se ha considerado a menudo la primera computadora de propósito general, aunque este título pertenece en realidad a la computadora alemana Z3. Era totalmente digital, es decir, ejecutaba sus procesos y operaciones mediante instrucciones en lenguaje máquina, a diferencia de otras máquinas contemporáneas de procesos analógicos. Presentada al público el 15 de febrero de 1946, John W. Mauchly y John Presper Eckert de la Universidad de Pensilvania (EE. UU.) iniciaron su desarrollo en 1943. Esta enorme máquina medía más de 30 metros de largo y pesaba 32 toneladas, estaba compuesta por 17 468 válvulas. El calor de las válvulas elevaba la temperatura de la sala donde se hallaba instalada hasta los 50 °C. y para que llevase a cabo las operaciones para las que se había diseñado. Cuando la ENIAC se terminó en 1946, la II Guerra Mundial ya había terminado. El fin de la contienda hizo que los esfuerzos hasta entonces dedicados principalmente a objetivos militares, se destinaran también a otro tipo de investigación científica más relacionada con las necesidades de la empresa privada. Los esfuerzos múltiples dieron resultados en 1945 Mauchly y Eckert comenzaron a trabajar en una sucesora de la ENIAC, el EDVAC (Electronic Discrete Variable Automatic Computer) y Aiken inició el diseño de la Mark II. En 1951, el que está considerado como la primera computadora que se llamó Saly fue ampliamente comercializada, la UNIVAC I, comenzó a funcionar con éxito. En 1952 la computadora UNIVAC se utilizó para realizar el recuento de votos en las elecciones presidenciales de EE. UU. El resultado victoria (EIsenhower sobre Adlai Stevenson) se conoció 50 minutos después de que se cerraran los colegios electorales.

## Primera generación (1946-1955)
La primera generación de la computadora estaba construida de válvulas de vacío. Se programaba en lenguaje de la máquina. Un programa es un conjunto de instrucciones para que la máquina efectúe alguna tarea, y el lenguaje más simple en el que puede especificarse un programa se llama lenguaje de máquina (porque el programa debe escribirse mediante algún conjunto de códigos binarios). La primera generación de computadoras y sus antecesores, se describen en la siguiente lista de los principales modelos de que constó:
1946 ENIAC. Considerada a menudo como la primera computadora digital electrónica en la historia. No fue un modelo de producción, sino una máquina experimental. Tampoco era programable en el sentido actual. Se trataba de un enorme aparato que ocupaba todo un sótano en la universidad. Construida con 18 000 tubos de vacío, consumía varios kW de potencia eléctrica y pesaba 27 toneladas. Era capaz de efectuar cinco mil sumas por segundo. Fue hecha por un equipo de ingenieros y científicos encabezados por los doctores John W. Mauchly y J. Presper Eckert en la universidad de Pensilvania, en los Estados Unidos.
1949 EDVAC. Segunda computadora programable. También fue un prototipo de laboratorio, pero ya incluía en su diseño las ideas centrales que conforman las computadoras actuales.
1951 UNIVAC I. Primera computadora comercial. Los doctores Mauchly y Eckert fundaron la compañía Universal Computer (Univac), y su primer producto fue esta máquina. El primer cliente fue la Oficina del Censo de Estados Unidos.
1953 IBM 701. Para introducir los datos, estos equipos empleaban tarjetas perforadas, que habían sido inventadas en los años de la revolución industrial (finales del siglo XVIII) por el francés Joseph Marie Jacquard y perfeccionadas por el estadounidense Herman Hollerith en 1890. La IBM 701 fue la primera de una larga serie de computadoras de esta compañía, que luego se convertiría en la número uno, por su volumen de ventas.
```
- IBM continuó con otros modelos, que incorporaban un mecanismo de almacenamiento masivo llamado tambor magnético, que con los años evolucionaría y se convertiría en el disco magnético.
```

```
- 
Zuse Z22
. La primera computadora de Konrad Zuse aprovechando los tubos del vacío. El procesador de la UNIVAC pesaba 30 toneladas y requería el espacio completo de un salón de 20 por 40 pies.
```

## Segunda Generación (1955-1964)
La segunda generación de las computadoras reemplazó las válvulas de vacío por los transistores. Con esto, las computadoras de la segunda generación son más pequeñas y consumen menos electricidad que las de la anterior. La forma de comunicación con estas nuevas computadoras es mediante lenguajes más avanzados que el lenguaje de máquina, los cuales reciben el nombre de “lenguajes de alto nivel" o "lenguajes de programación".
Las características más relevantes de las computadoras de la segunda generación eran:
```
Se programaban con lenguajes de alto nivel.
```

1951: Maurice Wilkes inventa la microprogramación, que simplifica mucho el desarrollo de las CPU pero esta microprogramación también fue cambiada más tarde por el computador alemán Bastian Shuantiger.
1956: IBM fue El primer lenguaje de programación de propósito general de alto-nivel, FORTRAN, también estaba desarrollándose en la empresa IBM alrededor de este tiempo. (El diseño de lenguaje de alto-nivel Plankalkül de 1945 de Konrad Zuse no se implementó en ese momento).
1959: IBM  Demostró ser una computadora de propósito general haciéndola la máquina más exitosa en la historia de la computación. Tenía una memoria de núcleo magnético de 4000 caracteres (después se extendió a 16 000 caracteres). Muchos aspectos de sus diseños estaban basados en el deseo de reemplazar el uso de tarjetas perforadas, que eran muy usadas desde los años 1920 hasta principios de la década de 1970.

1962: Se desarrolla el primer juego de ordenador, llamado Spacewar!.
DEC lanzó el PDP-1, su primera máquina orientada al uso por personal técnico en laboratorios y para la investigación.

## Tercera generación  (1964-1971)
La tercera generación de computadoras emergió con el desarrollo de circuitos integrados en las que se colocan miles de componentes electrónicos en una integración en miniatura. A finales de los años 1950 se produjo la invención del circuito integrado o chip. Después llevó a la invención del microprocesador, en la formación de 1960, investigadores como  en el  formaban un código, otra forma de codificar o programar.
En 1964, anunció el primer grupo de máquinas construidas con circuitos integrados, que recibió el nombre de "serie".
Estas computadoras de tercera generación sustituyeron totalmente a los de segunda, introduciendo una nueva forma de programar que aún se mantiene en las grandes computadoras actuales.
Las características de la tercera generación son:
- Menor consumo de energía eléctrica.
- Aumento de fiabilidad y flexibilidad.
- Teleproceso.
- Multiprogramación.
- Renovación de periféricos.
- Minicomputadoras, no tan costosas y con gran capacidad de procesamiento. Algunas de las más populares fueron la PDP-8 y la PDP-11.
- Se pudo calcular π (número Pi) con 500 mil decimales.

## Cuarta generación (1971-1981)
Fase caracterizada por la integración sobre los componentes electrónicos, lo que propició la aparición del microprocesador un único circuito integrado en el que se reúnen los elementos básicos de la máquina. Se desarrolló el "chip".
Se colocan más circuitos dentro de un "chip". Cada "chip" puede hacer diferentes tareas. Un "chip" sencillo actualmente contiene la unidad de control y la unidad de aritmética/lógica. El tercer componente, la memoria primaria, es operado por otros "chips".Hoy en día las tecnologías LSI (Integración a gran escala) y VLSI (Integración a muy gran escala) permiten que cientos de miles de componentes electrónicos se almacenen en un chip. 
Hizo que sea una computadora ideal para uso “personal”, de ahí que el término “PC” se estandarizara y los clones que sacaron posteriormente otras empresas fueron llamados “PC y compatibles”, usando procesadores del mismo tipo que las IBM , pero a un costo menor y pudiendo ejecutar el mismo tipo de programas. El primer microprocesador fue el Intel 4004, producido en 1971. Se desarrolló originalmente para una calculadora, y resultaba revolucionario para su época. Contenía 2300 transistores en un microprocesador de 4 bits que sólo podía realizar 60 000 operaciones por segundo.

## Quinta generación (1981-1989)
La quinta generación, también conocida por sus siglas en inglés, es un proyecto hecho en Japón que comenzó en 1981. Su objetivo era el desarrollo de una nueva clase de computadoras que utilizarían técnicas y tecnologías de inteligencia artificial tanto en el plano del hardware como del software. Usando el lenguaje sería capaces de resolver problemas complejos, como la traducción automática de una lengua natural a otra (del japonés al inglés, por ejemplo). Como unidad de medida del rendimiento y prestaciones de estas computadoras se empleaba la cantidad  capaz de realizar durante la ejecución de las distintas tareas programadas. Para su desarrollo se emplearon diferentes tipos de arquitecturas.

## Sexta generación (1990-1998)
Esta generación abarca desde 1990 hasta 1998, en esos tiempos crearon una computadora llamada NeXTstation que servia para jugar, estudiar y lo más importante, trabajar. Salió a la venta, para computación "interpersonal", como lo describió Steve Jobs, su creador.  El NeXTstation se pretendía que fuera un computador para los años 1990, y fue una más barata versión que el previo NeXT Computer.
En mayo de 1998 en el que Steve Jobs se presentó ante periodistas, accionistas y consumidores con la intención de cambiar el mundo con su nueva computadora, el primer iMac de apple.
La primera iMac consiguió romper con la monotonía de los PCs de Microsoft y hasta de la propia Macintosh, con aspecto compacto y color beige. La imagen de la nueva máquina de Apple ofrecía un diseño en forma de huevo, con una carcasa transparente que dejaba ver sus entrañas y se ofrecía en diferentes y divertidos colores. También tenía un asa en la parte superior que permitía una mejor movilidad.
Además, el iMac fue el primer computador todo en uno, donde hardware y software se encontraban en un mismo sitio. Lo único que se conectaba al ordenador eran el teclado y el ratón, sin necesidad de torres.

## Séptima generación (1999-actualidad)
La séptima generación comienza en el año 1999 donde popularizan las pantallas plana LCD 2 y hacen a un lado a los rayos catódicos, en donde se han dejado los DVD y los formatos de disco duro óptico.